# Deferegger Alpen
Deferegger Alpen är en bergskedja i Österrike.   Den ligger i förbundslandet Tyrolen, i den centrala delen av landet, 300 km sydväst om huvudstaden Wien.
Trakten runt Deferegger Alpen består i huvudsak av gräsmarker. Runt Deferegger Alpen är det ganska glesbefolkat, med 26 invånare per kvadratkilometer.